# Jack in the Box
Jack in the Box — американская сеть ресторанов быстрого питания, основанная 21 февраля 1951 года Робертом Питерсоном в Сан-Диего, Калифорния. В настоящее время в сети более 2200 ресторанов, в основном на Западном побережье США.
В ассортимент продукции входят гамбургеры, чизбургеры, сэндвичи, блюда из курицы, тако, яичные рулеты, салаты, десерты.

## История
Роберт Питерсон, до этого уже владевший несколькими успешными ресторанами, открыл первый ресторан Jack in the Box в 1951 году в Сан-Диего на главной магистрали, пересекающий город с востока на запад. Ресторан функционировал по принципу обслуживания водителей автомобилей через окно с помощью системы интеркома. На крыше ресторана располагался большой клоун Джек в коробке (Jack in the Box), а его уменьшенная копия располагалась рядом с интеркомом, где находилась табличка «Потяните вперёд, Джек будет с вами говорить». Данная система быстрого обслуживания водителей с помощью системы внутренней связи (интеркома) показала свою эффективность, и ресторан быстро набирал популярность, после чего стали открываться новые рестораны. К 1966 году в сети Jack in the Box было более 180 ресторанов, в основном в Калифорнии и на юго-западе США.

## География работы
В 2005 году Jack in the Box анонсировал пятилетний план по расширению сети в США. Это сопровождалось рекламными кампаниями.
В настоящее время стратегия компании сосредоточена на проникновении в Колорадо и Техас. В июне 2009 года в Альбукерке, Нью-Мексико, было открыто несколько ресторанов Jack in the Box. В январе 2012 года были открыты рестораны в Индианаполисе, Индиана, а 17 сентября того же года сеть открыла первый ресторан в Огайо.

### США
- Аризона
- Калифорния
- Колорадо
- Гавайи
- Айдахо
- Иллинойс
- Индиана
- Канзас
- Луизиана
- Миссури
- Невада
- Нью-Мексико
- Северная Каролина
- Огайо
- Оклахома
- Орегон
- Южная Каролина
- Теннесси
- Техас
- Юта
- Вашингтон